# Dirk De Wolf
Pour les articles homonymes, voir De Wolf.
Dirk De Wolf est un coureur cycliste belge, né le 16 janvier 1961 à Alost.

## Biographie
Professionnel de 1983 à 1994, il remporte notamment Liège-Bastogne-Liège en 1992. 

## Palmarès

### Palmarès amateur
- 1979
  - Champion du Brabant flamand juniors
  - 2e du Tour des Flandres juniors
- 1981
  - 1rea étape du Tour du Brabant
  - 3e de l'Internatie Reningelst
- 1982
  - Troyes-Dijon
  - Seraing-Aix-Seraing
  - Sealink International Grand Prix
  - 3e étape de l'Étoile du Sud
  - 4e étape du Tour du Hainaut occidental
  - 8e du championnat du monde sur route amateurs

### Palmarès professionnel
- 1983
  - 6e étape de Paris-Nice
- 1985
  - 2e du Grand Prix de la ville de Vilvorde
  - 2e du Grand Prix de la ville de Zottegem
  - 2e du Circuit du Brabant occidental
  - 3e de la Ruddervoorde Koerse
- 1986
  - Quatre Jours de Dunkerque :
    - Classement général
    - 2e étape

  - 2e du Grand Prix d'Aix-en-Provence
  - 2e de la Flèche hesbignonne
- 1987
  - 3e du Tour de Vendée
- 1989
  - À travers la BelgiqueLa victoire de Dirk De Wolf pendant À travers la Belgique 1989 (Maurice Terryn, collection KOERS. Musée de la Cource Cycliste)
  - 2e de Paris-Roubaix 
  - 2e de la Course des raisins
  - 3e de la Flèche brabançonne 
  - 3e du Tour de Vendée 

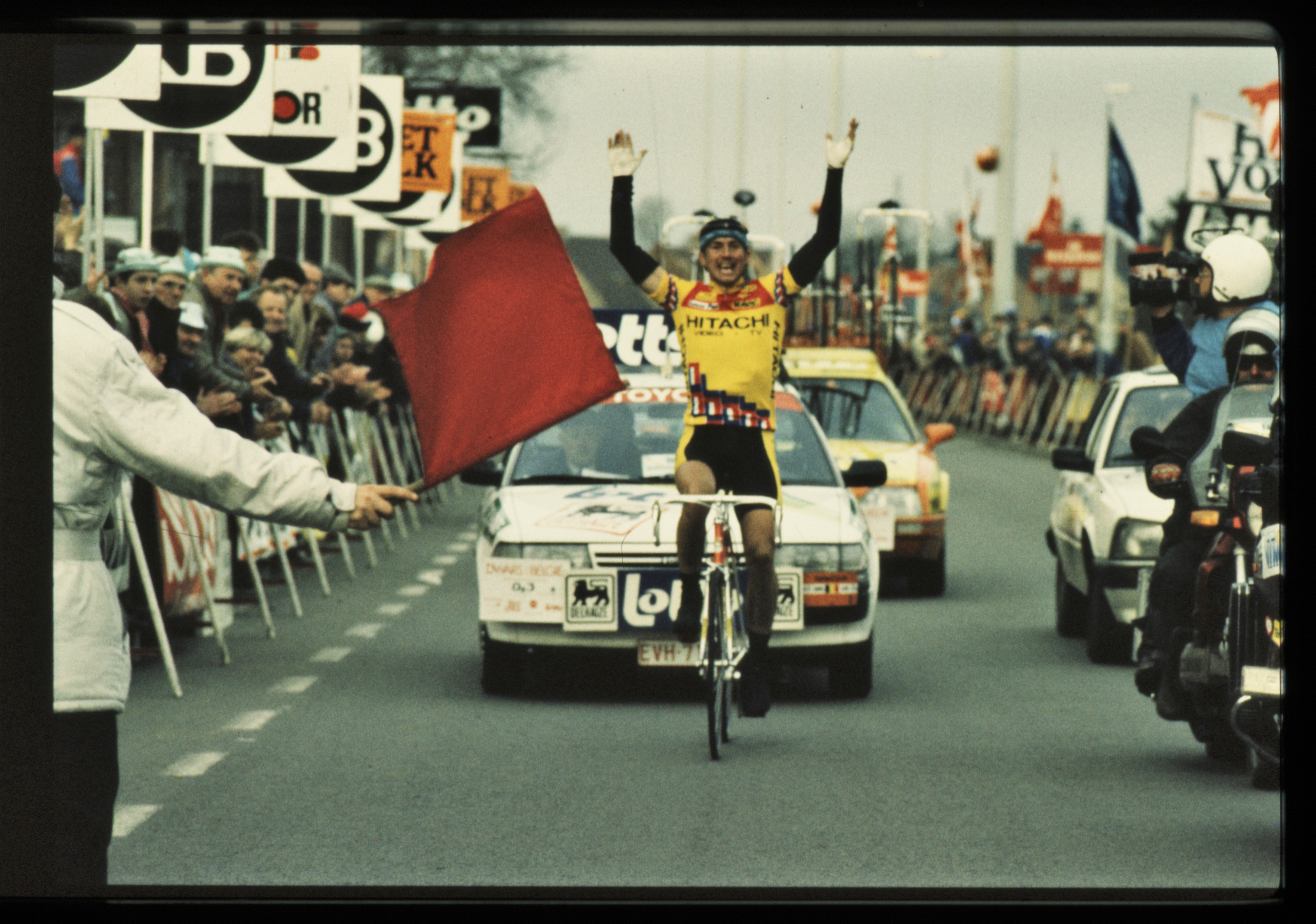
La victoire de Dirk De Wolf pendant À travers la Belgique 1989 (Maurice Terryn, collection KOERS. Musée de la Cource Cycliste)

  - 3e des Trois vallées varésines
  - 8e du Tour des Flandres
- 1990
  - 4e étape du Tour des Asturies
  - Course des raisins
  - Flèche de Liedekerke
  -  Médaillé d'argent du championnat du monde sur route
  - 2e du Circuit des frontières
  - 3e du Circuit Mandel-Lys-Escaut
  - 9e de la Wincanton Classic
- 1991
  - 6e étape de Tirreno-Adriatico
  - Tour des Apennins
  - 2e de la Flèche brabançonne 
  - 3e de l'Amstel Gold Race
  - 7e du championnat du monde sur route
  - 10e de Liège-Bastogne-Liège
  - 10e du Grand Prix de Zurich
- 1992
  - Liège-Bastogne-Liège
  - 1rea étape des Trois Jours de La Panne
  - 3e de la Course des raisins
  - 10e du Tour des Flandres
- 1994
  - 2e du Grand Prix de l'Escaut

## Résultats sur les grands tours

### Tour de France
5 participations
- 1986 : 64e
- 1988 : 86e
- 1989 : 66e
- 1991 : hors délais (13e étape)
- 1992 : 86e

### Tour d'Italie
2 participations
- 1989 : non-partant (12e étape)
- 1992 : abandon (15e étape)

### Tour d'Espagne
1 participation
- 1990 : non-partant (19e étape)

## Distinctions
- Vélo de cristal 1992